# كوكب صادق
كوكب صادق ممثلة ومغنية مصرية (اسمها بالكامل: كوكب محمد صادق الأورفلي) من مواليد مدينة ملوى بمحافظة المنيا وكان والدها يعمل مديراً فنياً لفرقة «فوزى منيب» كما كانت شقيقتها «بديعة صادق» مطربة. قامت بالتمثيل والغناء في عدة أفلام مصرية  ومن أشهر أغانيها: يا ورد على فل وياسمين - الحلوة دى قامت تعجن (بديع خيري وسيد درويش) - حبيبي طبعه الدلال (كلمات يوسف رضا وألحان سعد توفيق) - على ذكراك (إبراهيم محمد نجا وحسن أبو زيد) – نورك كفاية (كلمات إبراهيم رجب وألحان علي إسماعيل)– صباح الخير (كلمات أحمد وهبي وألحان أحمد علي) – الليل (كلمات جميل فكري وألحان سليمان فتح الله)  
كوكب صادق هي والدة إسعاد يونس والمطربة المعتزلة إيمان يونس وابنتها الثالثة هي أحلام يونس  راقصة الباليه ورئيسة أكاديمية الفنون السابقة.
توفت في 18 أبريل 2002.

## قائمة أفلامها
فيلم «عدو المرأة» للمخرج عبد الفتاح حسن عام 1946
فيلم «الدم يحن» للمخرج السيد زيادة عام 1952
فيلم «الحب المكروه» للمخرج عبد الله بركات عام 1953
فيلم «ابن ذوات» للمخرج حسن الصيفي عام 1953
فيلم «بنت البلد» للمخرج حسن الصيفي عام 1954

## وصلات خارجية
- كوكب صادق على موقع الدهليز
- كوكب صادق على موقع قاعدة بيانات الأفلام العربية
- كوكب صادق على موقع الدهليز
- كوكب صادق نسخة محفوظة 21 أغسطس 2021 على موقع واي باك مشين. على موقع كاروهات

https://www.sama3y.net/forum/showthread.php?t=106150 كوكب صادق
https://www.youtube.com/watch?v=A8AXz1JMsRI كوكب صادق
https://www.youtube.com/watch?v=z99GOwnc3vo كوكب صادق
https://www.youtube.com/watch?v=OEZ6b13u47c كوكب صادق